# Le Testament de Sarah Schenirer
Le Testament de Sarah Schenirer est la dernière lettre écrite par Sarah Schenirer à ses étudiantes,, à l'occasion de leur fin d'études. Elle est écrite en janvier 1935 d'un lit d'hôpital avant son départ pour Vienne, où elle va subir une opération qui échouera à prolonger sa vie. Elle meurt à Cracovie, en Galicie, Pologne, le 1er mars 1935 (26 Adar Alef 5695), le jour du Chabbat.